# Jenny Shipley

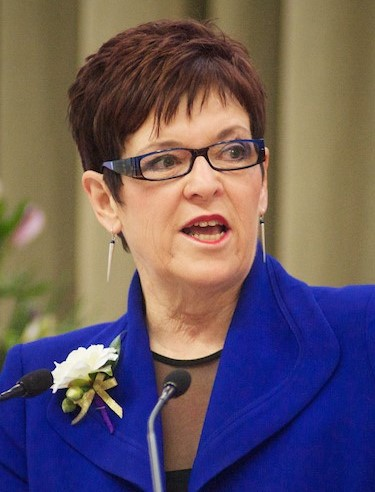
Jenny Shipley (2013)

Jennifer Mary (Jenny) Robson-Shipley (Gore, 4 februari 1952) is een Nieuw-Zeelandse voormalige lerares en politica. Tegenwoordig werkt ze bij een financieel dienstverleningsbedrijf. Van december 1997 tot december 1999 was zij premier en daarmee de eerste vrouwelijke premier van Nieuw-Zeeland.

## Levensloop
Ze was werkzaam als lerares en sloot zich in 1975 aan bij de National Party. In 1990 werd zij minister van Sociale Zaken en Vrouwenzaken, in 1994 minister van Gezondheidszorg; in 1996 kreeg ze de bevoegdheid over de Overheidsdiensten, Transport en Overheidsondernemingen. In 1997 volgde zij Jim Bolger op als partijleider en als eerste minister.  Bij de verkiezingen van 1999 won de Labour Party van Helen Clark de verkiezingen. Shipley bleef partijvoorzitter en leider van de oppositie tot oktober 2001 en trok zich toen terug uit het parlement. 